# Mediamobile
Mediamobile est le premier opérateur de services d’information trafic routier en temps réel en France, Suède, Finlande, Norvège, Danemark, Pologne et Allemagne. Ses services sont commercialisés sous la marque V-Traffic.
Filiale du groupe Be-Mobile, leader mondial sur le marché de la Smart Mobility, Mediamobile compte parmi ses clients des constructeurs automobiles qui intègrent les services d’information trafic dans leurs systèmes de navigation embarqués, ainsi que des fabricants de systèmes GPS. Les services de Mediamobile sont également proposés par les opérateurs de téléphonie mobile (portails mobiles et applications de navigation) et les médias (radio, TV, écrans dynamiques et sites web).

## Dates clés

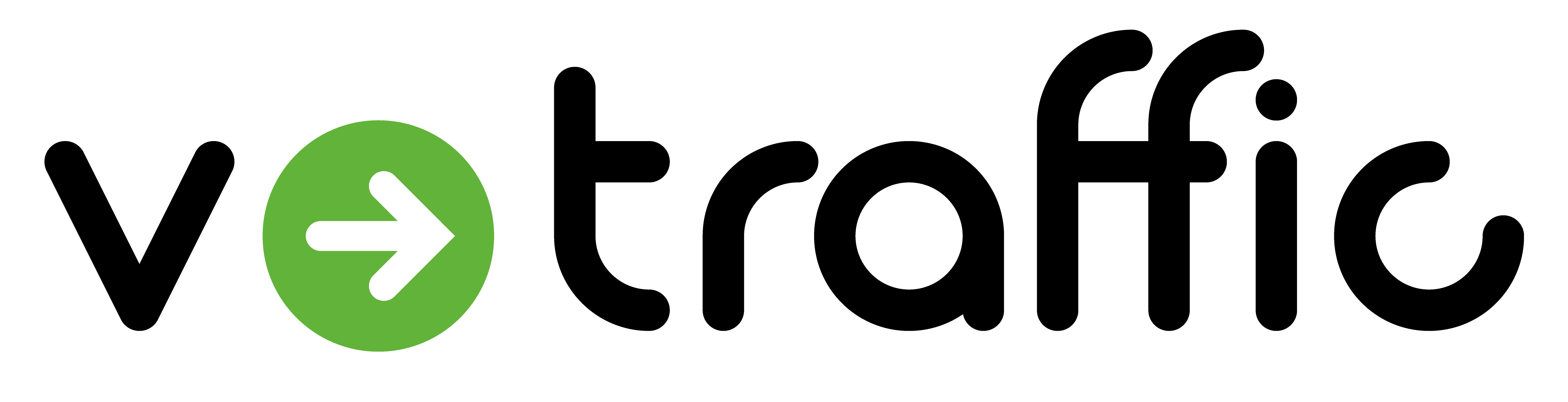
Logo de V-Traffic (2017)

La société Mediamobile est fondée en 1996 par Michel Rénéric, directeur de la recherche et de l'innovation de TDF, dans le prolongement du projet de recherche Européen EUREKA 55 C, ayant pour partenaires TDF, RENAULT et PHILIPS. 
1996 : Utilisation de la technologie RDS-TMC pour diffuser l'information trafic par les ondes hertziennes.
1997 : Création du Visionaute TM 2000 (un terminal portable), qui permet aux automobilistes de visualiser l'état du trafic en temps réel, en France.
1999 : Utilisation du réseau GSM/GPRS pour fournir l'information trafic sur les mobiles.
2005 : Lancement de V-Trafic, un site internet sur l'information trafic.
2010 : 
- Partenariat avec Météo-France pour proposer un service "Road&Weather", qui allie les conditions de route avec les données climatiques.
- Achat de Destia Traffic qui devient Mediamobile Nordic pour élargir la couverture européenne à travers la Suède, Norvège, Finlande, Danemark et la Pologne.
- Lancement de My V-Trafic sur iPhone.

2011 : 
- Lancement de My V-Trafic sur Windows Phone.
- Lancement du premier service connecté européen en partenariat avec BMW (BMW ConnectedDrive).
- Signature d’un contrat entre Mediamobile Nordic et Toyota pour l’intégration de l’information trafic dans les systèmes de navigation « Touch & Go ».

2012 : 
- Internationalisation de la marque V-Trafic qui devient V-Traffic.
- Lancement de My V-Traffic sur Android et de My V-Traffic Premium sur iPhone.
- Signature d’un contrat avec TrafficMaster pour étendre la couverture européenne au Royaume-Uni.
- V-Traffic devient le premier service à intégrer le Floating Mobile Data (FMD) d’Orange comme source d’information trafic.

2013 :
- Ouverture d’un bureau en Allemagne et lancement du premier bouquet de services d’information trafic national du pays, diffusé via la radio numérique (DAB-TPEG).

2014 :
- Lancement de l'application V-Traffic en version internationale sur Android, avec intégration de la communauté V-Traffic (remontée d'événements, confirmation de présence/non présence d'événements).
- Le site V-Traffic comptabilise 7,2 millions de visites en une année.

2015 :
- Présentation de l'offre V-Traffic Hybrid, solution offrant l'information trafic en broadcast et connectée, de façon transparente pour l'utilisateur.
- Nouveau record, le site V-Traffic dépasse les 8 millions de visiteurs en un an, avec une moyenne de 25 000 visites par jour.

2023 :
- V-Traffic et Mediamobile ont disparu, certainement à la suite du rachat par Be-Mobile, qui aurait tué son concurrent. Les sites web sont inaccessibles, et toutes les applications pour smartphones ont été retirées des magasins d'applications.